# Gin and Juice
"Gin and Juice" je pjesma i drugi singl američkog repera Snoop Dogga s njegovog debitantskog albuma Doggystyle. Singl je na top ljestvici Billboard Hot 100 u Sjedinjenim Američkim Državama ušao u deset najboljih, dosegnuvši osmo mjesto. Udruženje diskografske industrije Amerike mu je dodijelilo zlatnu certifikaciju jer je prodan u 700.000 primjeraka. Singl je 1995. godine na dodjeli nagrade Grammy bio nominiran u kategoriji za najbolju samostalnu rap izvedbu. Televizijska kuća VH1 je singl na popis 100 najboljih hip-hop pjesama smjestila na osmo mjesto.
Producent singla je Dr. Dre. Singl u svom refrenu sadrži uzorke pjesme "Watching You" glazbenog sastava Slave, dok se u pozadini čuje uzorak iz pjesme "I Get Lifted" Georgea McCraea. Popratni vokali na pjesmi su Daz Dillinger, Jewell Caples, Heney Loc i Sean "Barney" Thomas. Pjesma "Gin and Juice" je također bila prepjevana više puta. Među najpoznatijim prepjevima ističu se onaj iz 1996. godine grupe alternativnog countryja The Gourds, lounge pjevača Richarda Cheesea iz 2004. godine, te komičnog sastava The Naked Trucker and T-Bones Show iz 2007. godine.

## Popis pjesama
Digitalni download
1. "Gin and Juice" – 3:30

CD singl
1. "Gin and Juice" – 3:31

Vinilni singl
1. "Gin and Juice" - 3:31

Radijski remiksevi
1. "Gin and Juice" (Radio Version (No Indo)) - 3:38
2. "Gin and Juice" (Radio Version) - 3:41
3. "Gin and Juice" (Laid Back Remix) - 4:48
4. "Gin and Juice" (Laid Back Radio Mix) - 3:40

## Top ljestvice
| Top ljestvica (1994.)                        | Završna pozicija |
| -------------------------------------------- | ---------------- |
| Billboard Hot 100                            | 8                |
| Billboard Hot Rap Singles                    | 1                |
| Billboard R&B Singles                        | 13               |
| Billboard Rhythmic Top 40                    | 5                |
| Billboard Hot Dance Music/Maxi-Singles Sales | 1                |
| UK Singles Chart                             | 39               |

| Na kraju godine (1994.) | Pozicija |
| ----------------------- | -------- |
| Billboard Hot 100       | 52       |

| Država | Certifikacija | Prodaja   |
| ------ | ------------- | --------- |
| SAD    | platinasta    | 1.500.000 |